# ムラート (トウガラシ)
ムラート(Mulato pepper)は、マイルドから中程度の辛さのポブラノに似たトウガラシで、通常は乾燥させて販売される。モーレに用いられる有名な3つの具材の1つで、その他のメキシコ風ソースや煮込み料理にも用いられる。生長中の色は暗い緑色だが、熟すと赤色から茶色になる。乾燥させたムラートは平らで皺が寄っており、色は茶色がかった黒色である。平均的な長さと幅は、それぞれ10cm、5cmである。上部の幅が広く、徐々に先細になり、先端が尖った形をしている。
ムラートはチョコレートやリコリスのような味で、またサクランボやタバコのような風味も持つと言われる。辛さは、スコヴィル値で、2,500から3,000である。